# Koos Schuur
Jacobus Gerardus (Koos) Schuur (Veendam, 4 oktober 1915 – Almere, 1 december 1995) was een Nederlands dichter, schrijver en vertaler. Hij was een van de oprichters van Het Woord en geldt als een van de wegbereiders van de Vijftigers.
Schuur werd geboren als derde kind van vier van Jan Schuur en Elisabeth Huurman. Zijn ouders hadden een winkel in naaimachines en fietsen en zijn grootvader had een boekhandel, die later werd voortgezet door een oom. Schuur volgde de HBS in Veendam en maakte in de vijfde klas kennis met Theo Mooij, de latere dichter A. Marja. Thuis was er geen geld voor een academische studie en daarom werkte Koos Schuur vanaf 1935 als journalist bij het dagblad De Noord-Ooster in het aangrenzende Wildervank. Schuur debuteerde in 1938 als dichter in het onafhankelijk literair tijdschrift Den Gulden Winckel. A. Marja stuurde zonder medeweten van Schuur diens gedicht Spiegelman naar De Gids, waar het werd geplaatst. Ook verscheen een gedicht van Schuur in Criterium. Via Marja leerde Schuur o.a. Max Dendermonde, Eddy Evenhuis, Ferdinand Langen, Ab Visser en Hendrik de Vries kennen.
Tijdens de Tweede Wereldoorlog maakte Schuur deel uit van een verzetsgroep. In 1942 nam hij ontslag bij De Noord-Ooster. Nadat de verzetsgroep geïnfiltreerd was door een verrader, verhuisde Schuur in augustus 1942 naar Amsterdam, waar hij onderdook om te voorkomen dat hij als dwangarbeider in Duitsland zou moeten werken. In Amsterdam leerde hij onder andere Jan Elburg kennen.
Na de oorlog werd Schuur redacteur bij De Bezige Bij en vormde hij samen met Ferdinand Langen de redactie van het tijdschrift Het Woord. Hij trouwde met de actrice Caroline Bigot, met wie hij twee zoons kreeg, Jan en Kees. In 1951 werden enkele gedichten van Schuur opgenomen in de bundel Atonaal. In datzelfde jaar emigreerde het gezin Schuur naar Australië. Over zijn beginperiode daar schreef Schuur brieven die door Jan Elburg en Salvador Hertog werden gebundeld in En de Kookaburra lacht (1953). Nadat zijn huwelijk in Australië op de klippen was gelopen, hertrouwde Schuur. In 1962 keerde hij terug naar Nederland, waar hij aanvankelijk weer bij De Bezige Bij werkte en vanaf 1967 bij de boekenclub ECI. Hij vertaalde werk van onder anderen Günter Grass, Heinrich Heine, Arthur Koestler, Ezra Pound, J.D. Salinger en Dylan Thomas. Pas in 1980 kwam weer een dichtbundel van hem uit: Waar het was. In 1990 volgde de bloemlezing Signalen, een keuze uit zijn werk vanaf 1930.
Schuur trouwde in 1968 voor de derde maal. Uit dit huwelijk werden drie kinderen geboren. Hij overleed op 80-jarige leeftijd in Almere Haven en werd gecremeerd te Lelystad.
De schilder Geert Schreuder maakte in 1998 onder de titel Novemberland een serie van negen schilderijen bij het gelijknamige gedicht van Koos Schuur. De graficus Tom Eyzenbach gebruikte het gedicht N.N. in een ets uit 1981.